# Last Dinosaurs
Last Dinosaurs ist eine australische Indie-Rock-Band. Sie wurde 2009 in Brisbane, Queensland gegründet. Die Band besteht aus Leadsänger Sean Caskey, Leadgitarrist Lachlan Caskey, Schlagzeuger Dan Koyama sowie Bassgitarrist Michael Sloane. Sowohl Koyama als auch die Caskey-Brüder sind japanischer Abstammung, weswegen die Band regelmäßig in Japan auftritt.
Die Debüt-EP Back from the Dead in 2010 sowie das Debüt-Album In a Million Years in 2012 wurden von der australischen Presse positiv aufgenommen. Am 28. August 2015 erschien das zweite Studioalbum Wellness, welches mit den Singles Evie und Apollo beworben wurde. Drei Jahre später, am 5. Oktober 2018, erschien das dritte Album, Yumeno Garden. Ein weiteres Studioalbum, From Mexico with Love, wurde am 4. November 2022 veröffentlicht. Das neuste Album KYORYU erschien am 21. Mai 2024. 
Die Band steht derzeit beim australischen Label Dew Process sowie beim britischen Label Fiction Records unter Vertrag. Weltweit wird Last Dinosaurs durch Universal Music Australia vermarktet.
Die Band ist in Anlehnung an den Song Last Dinosaur der japanischen Rockband The Pillows benannt.

## Geschichte

### Gründung und Anfänge (2007–2009)
In 2007 trafen sich Frontmann Sean Caskey und Schlagzeuger Dan Koyama während der High School, wo sie auch ihr musikalisches Interesse entdeckten. Daraufhin hatte sich Seans jüngerer Bruder Lachlan als Leadgitarrist angeschlossen. Sam Gethin-Jones, ein bereits etablierte Schlagzeuger in Musikszene Brisbanes, versuchte sich in der Band als Bassgitarrist, wodurch die Band vorerst komplettiert war.

### Erste Erfolge undBack from the Dead(2009–2011)
Nach Veröffentlichung ihrer ersten EP in 2010, hatte die Band erste Erfolge, als sie ihre Demo beim australischen Radiosender Triple J und dessen Unearthed project (ein Projekt, um junge Talente zu finden) postete. Kurz darauf lief der Song Honolulu aus dem Album Back from the Dead regelmäßig auf Triple J, wodurch die Band weitere Bekanntheit erlangte. Diese Erfolge ermöglichten der Band Auftritte auf großen Festivals wie beispielsweise Splendour in the Grass oder auch dem Laneway Festival, wo sie als Vorband unter anderem Foals, Matt & Kim oder auch Foster the People unterstützten.

### In a Million Years(2011–2013)
Anfang 2011, nach ihrer Back from the Dead Tour in 2011, kündigte die Band an, an einem ersten Studioalbum zu arbeiten. Im Juni 2011 begann die Band einen Tumblr Blog, um den Aufnahmeprozess in den BJB Studios in Sydney mit Produzent Jean-Paul Fung zu begleiten. Das Album mit dem Titel In a Million Years wurde am 2. März 2012 veröffentlicht. In den australischen Charts erreichte das Album Platz 8, wo es sich zwei Wochen festsetzen konnte. Die Band absolvierte die ausverkaufte Million Years National Tour, und eine weitere in Großbritannien und Europa.

### Wellness(2013–2018)
Ein Jahr nach der Veröffentlichung ihres Debütalbums machte Sam Gethin-Jones am 23. Juli 2013 auf der Facebook-Seite der Band publik, dass er die Band verlassen werde.
Am 14. Oktober 2013 machte die Band via Twitter bekannt, dass sie bereits an ihrem nächsten Album arbeiten.
Da die Band mit Gethin-Jones ihren Bassisten verloren hatte, jedoch bereits für den September 2013 ihre Südafrika Tour geplant hatte, tourte Michael Sloane als Bassist mit. Sloane ist mit der Band befreundet gewesen und hat unter anderem an Musikvideos vorangegangener Songs Regie geführt. Am 28. Januar 2014 wurde Sloane offiziell Mitglied von Last Dinosaurs.
Das Album Wellness wurde schließlich am 28. August 2015 weltweit veröffentlicht.
Wie bereits zuvor führte die Band auch dieses Album in Form einer für das Album gewidmeten Tour in 2015, der Wellness Tour, auf. Es gab auch eine Australien-exklusive Tour.

### Yumeno Garden(2018–2019)
Am 21. Februar 2018 veröffentlichte die Band ihre erste Single des neuen Albums, Dominos, mit einem Musikvideo. Es folgte die Veröffentlichung von Eleven am 4. Juli 2018 sowie kurz darauffolgend das zugehörige Musikvideo am 31. Juli 2018.
Am 5. Oktober 2018 wurde dann das dritte Studioalbum der Band, Yumeno Garden, veröffentlicht. Yumeno Garden ist das erste Album komplett von der Band selbst erstellte Album, da sie dieses Mal das Schreiben, Mischen und Produzieren der Songs selber in die Hand nahmen.
Am 24. April 2019 gab die Band bekannt, dass eine Europa-Tour für November 2019 geplant sei.

### From Mexico with Love(seit 2019)
Am 19. April 2021 gab die Band offiziell bekannt an einem weiteren Album zu arbeiten. Ein Jahr später, am 26. Mai 2022 wurde der Name, From Mexico with Love, das Cover und das Veröffentlichungsdatum publiziert. Das neue Album wurde am 4. November 2022 unter dem Label Nettwerk Music Group veröffentlicht.

## Diskografie

### Studioalben
| Jahr | Titel                 | Höchstplatzierung, Gesamtwochen, AuszeichnungChartsChartplatzierungen (Jahr, Titel, Platzierungen, Wochen, Auszeichnungen, Anmerkungen) | Anmerkungen                            |
| Jahr | Titel                 | AU | Anmerkungen                            |
| ---- | --------------------- | --- | -------------------------------------- |
| 2012 | In a Million Years    | AU8 (2 Wo.)AU | Erstveröffentlichung: 2. März 2012     |
| 2015 | Wellness              | AU18 (1 Wo.)AU | Erstveröffentlichung: 28. August 2015  |
| 2018 | Yumeno Garden         | AU26 (1 Wo.)AU | Erstveröffentlichung: 5. Oktober 2018  |
| 2022 | From Mexico with Love | AU—AU | Erstveröffentlichung: 4. November 2022 |
| 2024 | KYORYU                | AU—AU | Erstveröffentlichung: 21. Mai 2024     |

### Singles (ohne Albumeinbindung)
- 2019: FMU[25]
- 2020: Flying[26]